# 梁齊昕
梁齊昕（英語：Leung Chai Yan，1991年9月11日—2025年4月8日），香港第四任行政長官、現任全國政協副主席梁振英次女，母親為梁唐青儀。梁齊昕曾經就讀聖保羅男女中學附屬小學及德瑞國際學校，之後到英國著名女子高中威剋姆阿貝學校讀書，並於2010年畢業。其後升讀倫敦政治經濟學院修讀法律系，但讀至2013年6月時選擇休學。
梁齊昕休學後定居香港。她因其出格言行一直成為傳媒焦點，有傳媒訪問精神科專科醫生指她可能患上抑鬱焦慮症，而梁振英亦曾直言女兒健康有問題。
2025年4月8日，梁齊昕被發現於香港筲箕灣愛德街1號香港逸蘭蘇豪東服務式公寓某單位內離世，終年33歲。

## 爭議

### 上載自殘照片
2014年6月下旬，梁齊昕突然在其Facebook上載兩張疑似「自殘照」，其中一張懷疑在浴缸拍攝，清楚見到她左手腕有兩條紅痕。

### 挑釁佔中民眾
針對香港群眾佔領中環，梁齊昕曾在Facebook寫道她的衣服、鞋子、珠寶都是香港納稅人的錢買的，挑釁抗議民眾，事件被美國傳媒廣泛報導，笑稱她是港版芭黎絲·希爾頓（Paris Hilton）。

### 稱遭母虐待
2015年3月17日，梁齊昕在Facebook報稱被母親虐打並出言侮辱。後來在網站上齊昕稱要離家出走及跳樓自殺，期後有市民發現在禮賓府門外出現救護車，其間見梁齊昕穿著大褸現身露台，梁振英稱拒絕評論事件。

### 在街中掌摑母親
2015年11月1日凌晨，打扮成「女鬼」的梁齊昕趁萬聖節在中環蘭桂坊偕同兩女友人消遣夜蒲，至約3時，3人從夜店步出，行至雲咸街準備乘的士離開，但齊昕突情緒失控與的士司機口角，友人立刻將齊昕拉走，向附近一間餐廳的外籍東主借用地方休息。不久，齊昕母親唐青儀突然乘的士趕到，唐扶著齊昕準備上的士時，出現驚人一幕，齊昕忽然用左手掌摑母親，過程被數間傳媒機構攝下，眾人立刻勸止，唐即登上的士準備通知司機開車時，被齊昕再度掌摑，事件擾攘約半小時，其間齊昕激動大叫：「有冇搞X錯（X為廣東話粗口）」，梁更指着母親說：「You know this mum is not actually my biological mum？（你知道嗎？此母實非我親生母親）」。最後一名男友人趕到現場，陪同齊昕乘的士離開，而唐青儀則走進附近一間夜店後，失去影蹤，相信從後門離開現場。

## 電視專訪
梁齊昕於2015年1月接受香港有線電視的專訪，其後她在Facebook的個人專頁發放手持「龍蝦鉗」的片段，呼籲香港市民收看她接受訪問的電視節目。

## 逝世
2025年4月8日晚上10時40分，梁齊昕被發現在香港筲箕灣愛德街1號香港逸蘭蘇豪東服務式公寓昏迷倒臥在某單位地上。救護員接報到場檢查後，證實梁齊昕已當場不治，終年33歲。4月9日凌晨1時許，梁齊昕父親梁振英由一名要員保護組警員陪同下到場，步入公寓了解情況。同日清晨5時許，梁振英於其個人Facebook上發文證實梁齊昕死訊，並指她「走得很突然，沒有留下集〔隻〕言片語，只是安詳的躺在床上，前幾天她還主動去接種流感疫苗。」又感謝警方和法醫的調查以排除梁齊昕自殺和其他可疑。梁振英的說法被指質疑梁齊昕之死與接種疫苗有關，衛生署就此回應稱流感疫苗十分安全，香港在五年以來接種超過800萬劑都沒有發生死亡個案。警方表示死者的死因有待驗屍後確定，目前列作屍體發現案處理。

## 外部連結
- 梁齊昕的Instagram帳戶